# Imniti
Nella Bibbia, gli Imniti erano una famiglia della tribù di Aser che discendeva da Imna.

## Gli Imniti nella Bibbia
La famiglia degli Imniti è menzionata una sola volta nella Bibbia:
- Numeri 26:44: "I figli di Aser secondo le loro famiglie furono: Di Imna la famiglia degli imniti; di Isvi la famiglia degli isviti; di Beria la famiglia dei beriiti"